# St. Marien (Adelhausen)

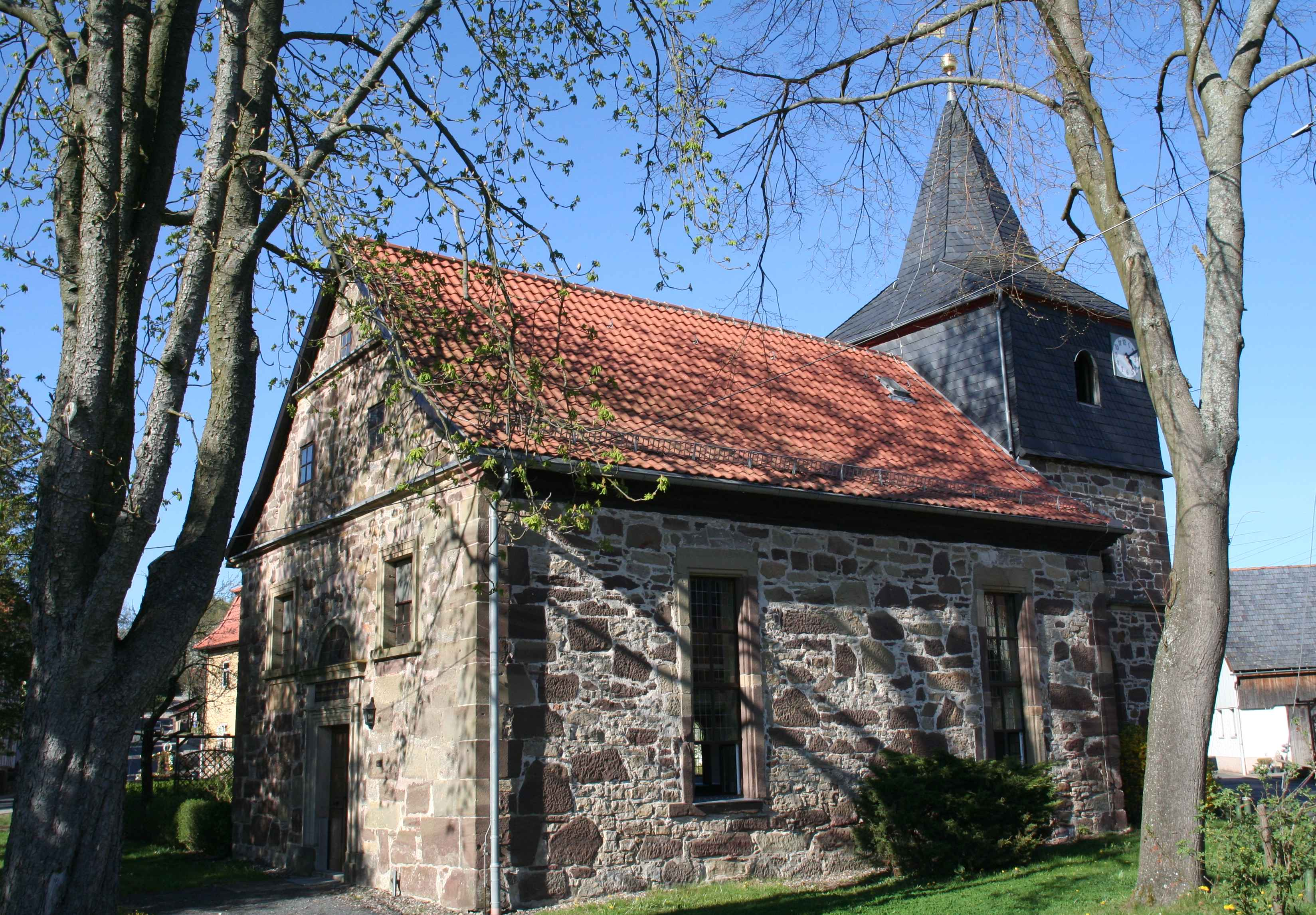
Evangelisch-Lutherische Kirche St. Marien

Die evangelisch-lutherische Dorfkirche St. Marien ist eine Kirche im Ortsteil Adelhausen der Gemeinde Straufhain im Landkreis Hildburghausen in Thüringen.

## Geschichte
Die Chorturmkirche, mindestens das zweite Kirchengebäude an dieser Stelle, wurde laut einer Inschrift an der Westseite im Jahre 1484 durch die Familie Heßberg erbaut worden sein. Im Jahr 2000 erhielt die Kirchgemeinde Fördermittel über die Deutsche Stiftung Denkmalschutz.

## Architektur und Ausstattung
Der Kirchturm misst vier Meter im Quadrat. Das Obergeschoss ist mit Schiefer verkleidet. Der Turm besitzt eine spitze Haube, eine Turmuhr und eine Wetterfahne.
Das Kirchenschiff ist elf Meter lang und 7,5 Meter breit. Die Fassade ist mit naturgefärbten Steinarten gestaltet. An der Kirche sind die Kantsteine generell mit Zangenlöchern versehen. Auch eine Sonnenuhr zeigt sich noch angedeutet. An der Westseite des Eingangs ist die Jahreszahl 1484 eingemeißelt. Um 1970 wurden Fresken aus der Entstehungszeit der Kirche freigelegt. Sie befinden sich über der Kanzel, dem Chorbogen und auf den Seiten der Emporen. Darunter legte man auch eine Marienfigur mit dem Jesuskind frei.
Im Turm befinden sich zwei Bronzeglocken. Die kleine Glocke ist aus dem Jahr 1484, die größere wurde 1764 in Coburg gegossen.